# 华西箭竹
华西箭竹（学名：Fargesia nitida）为禾本科箭竹属下的一个种，分佈於四川。

## 扩展阅读
- 維基物種上的相關：华西箭竹